# سبط ماردینی
سبط ماردینی با نام کامل محمد بن محمد بن احمد ابوعبدالله بدر [شمس] الدین المصری الدمشقی (1423 – ۱۵۰۶ پس از میلاد) ستاره‌شناس و ریاضیدان مشهور زمان خود بود. او در ۸۲۶ هجری قمری در شهر دمشق به دنیا آمد. کلمه «سبط ماردینی» به معنای «فرزند دختر ماردینی» است. پدربزرگ مادری او، عبدالله ماردینی، از منجمان مشهور قرن هشتم هجری بود.
سبط ماردینی در مسجد بزرگ الازهر قاهره ریاضیات و نجوم تدریس می‌کرد. او رساله‌های نجوم ربع سینوسی، ساعت آفتابی و .. را نوشت و همچنین حداقل بیست و سه کتاب درسی ریاضی نوشته‌است. از جمله آثاری که به ماردینی نسبت داده‌اند، کتاب دقایِقُ الحَقایِق می‌باشد که در دانش ریاضیات نگاشته شده‌است.